# Euxoa segnilis
Euxoa segnilis är en fjärilsart som beskrevs av Philogène Auguste Joseph Duponchel 1837. Euxoa segnilis ingår i släktet Euxoa och familjen nattflyn. Inga underarter finns listade i Catalogue of Life.